# بي. إس. كريستيانسن
بي. إس. كريستيانسن (بالدنماركية: B.S. Christiansen)‏ هو عسكري دنماركي، ولد في 27 سبتمبر 1952 في هرنينغ في الدنمارك.

## وصلات خارجية
- بي. إس. كريستيانسن على موقع IMDb (الإنجليزية)
- بي. إس. كريستيانسن على موقع ألو سيني (الفرنسية)
- بي. إس. كريستيانسن على موقع كينوبويسك (الروسية)